# 市道183号 (台湾)
市道183号（しどう183ごう）は、高雄市楠梓区から同市前鎮区を結ぶ、全長17.225kmの台湾の市道である。台25線と重複区間がある。 

## 通過する自治体
- 高雄市
  - 楠梓区
  - 仁武区
  - 鳥松区
  - 鳳山区
  - 前鎮区

## 接続する道路
- 国道1号（インターチェンジ）
- 国道10号（高架橋に下の道路）
- 市道183乙線
- 台1線
- 台25線
- 台25線
- 台1戊線
- 市道183甲線
- 国道1号（インターチェンジ）
- 市道188号
- 台17線

## 施設
- 楠梓インターチェンジ
- 維新大橋
- 福誠高級中学
- 五甲インターチェンジ

## 支線

### 甲線
市道183号甲線（しどう183ごうこうせん）は、高雄市鳳山区から同市小港区を結ぶ、全長4.480kmの台湾の市道である。

#### 通過する自治体
- 高雄市
  - 鳳山区
  - 小港区

#### 接続する道路
- 市道183号
- 台88線（インターチェンジ）・市道188号

#### 施設
- 鳳山インターチェンジ

### 乙線
市道183号乙線（しどう183ごうおつせん）は、高雄市鳥松区から同市三民区を結ぶ、全長2.734kmの台湾の市道である。

#### 通過する自治体
- 高雄市
  - 鳥松区
  - 三民区

#### 接続する道路
- 市道183号

#### 施設
- 澄清湖

## 歴史
2013年、高雄県が高雄市に合併されることに伴い、市道183線・市道183甲線・市道183乙線に改名される。